# مارشال درو
مارشال درو (بالإنجليزية: Marshall Drew)‏ هو مغن مؤلف ومغني أمريكي، ولد في 11 يناير 1984 في كلاركسديل في الولايات المتحدة.